# Fatih Cengiz
Fatih Cengiz (ur. 26 września 1995) – turecki zapaśnik w stylu klasycznym. Brązowy medalista mistrzostw świata w 2017. Piąty na mistrzostwach Europy w 2019. Triumfator akademickich MŚ w 2018.
Mistrz świata U-23 w 2017 i trzeci w 2018. Trzeci na ME U-23 w 2018. Wicemistrz Europy kadetów w 2012 roku.